# Gisela Götz
Gisela Götz (* vor 1960) ist eine deutsche Wirtschaftswissenschaftlerin.

## Leben
Götz ist Professorin für Betriebswirtschaftslehre an der Hochschule Biberach für die Fächer Allgemeine Betriebswirtschaftslehre, Marketing und Controlling. Sie ist dort auch mit der Studienleitung für das Aufbaustudium Unternehmensführung für Bauingenieure und Architekten sowie dem Masterstudium Internationales Immobilienmanagement beauftragt. Außerdem ist sie Didaktikbeauftragte der Hochschule Biberach.
Gisela Götz hat 12 Jahre Erfahrung in der Investitionsgüterindustrie, sowohl in einem internationalen Konzern als auch in mittelständischen Unternehmen. In dieser Zeit war sie in den Bereichen Finanzen, internationale Akquisition, Vertragsverhandlungen und kaufmännisches Abwicklungscontrolling für Großprojekte, internationales Marketing und Aufbau von Tochtergesellschaften im Ausland (Afrika und Südostasien) tätig. Ein Jahr lang leitete sie die Tochtergesellschaft eines deutschen Unternehmens in Großbritannien. Sie übt Beratungstätigkeiten für das Bundesministerium für wirtschaftliche Zusammenarbeit sowie Länderministerien aus. Götz leitet diverse Schulungen in der Marketing-/Marktforschung für Unternehmen des Bau- und Immobiliensektors und ist dort auch beratend tätig. Im Jahr 2000 wurde sie mit dem Landeslehrpreis an Fachhochschulen ausgezeichnet.

## Schriften
- Hans Mayrzedt, Norbert Geiger, Eckhard Klett, Thomas Beyerle und Gisela Götz: Internationales Immobilienmanagement: Handbuch für Ausbildung, Weiterbildung und Praxis, CH Beck 2007, ISBN 3-8006-3424-4
- Evaluierung ökonomischer Projekte in Entwicklungsländern mit Hilfe von Kosten-Nutzen-Analysen, Marchal-und-Matzenbacher-Wissenschaftsverlag, Krefeld, 1984, ISBN 3-88358-041-4
- Heinz-Günter Geis, Gisela Götz und Karl-Ferdinand Schädler: Industrieentwicklung und Kreditwesen: Querschnittsanalyse u. Projektevaluierung in Obervolta, Mali u. Senegal, Im Auftr. d. Bundesministeriums für Wirtschaftl. Zusammenarbeit, K.-F. Schädler, Berlin, 1978